# Indianapolis Tennis Championships 2008
Indianapolis Tennis Championships 2008 — тенісний турнір, що проходив на кортах з твердим покриттям у місті Індіанаполіс, США з 14 липня . Належав до категорії International Series.

## Фінальна частина

### Одиночний розряд
Жиль Сімон —  Дмитро Турсунов 6–4, 6–4

### Парний розряд
Ешлі Фішер /  Тріпп Філліпс —  Скотт Ліпскі /  Девід Мартін 3–6, 6–3, [10–5]